# 施勒肯
施勒肯是奥地利福拉尔贝格州布雷根茨县的一个市镇。总面积23.43平方公里，总人口243人，人口密度10.4人/平方公里（2005年）。